# کتب مقدس در اسلام
کتب مقدس اسلامی متونی است که به اعتقاد مسلمانان توسط خدا و به وسیله پیامبران مختلف در طول تاریخ بشریت تألیف و به مردم ابلاغ شده‌است. به اعتقاد مسلمانان، همهٔ این کتاب‌ها آیین‌نامه و قوانینی را که خدا برای آنها مقرر کرده بود، اعلام کرده‌اند.
مسلمانان معتقدند که قرآن آخرین کتاب و وحی خداوند برای بشر و تکمیل و تأیید کتاب مقدس است.
از جمله کتاب‌هایی که به عنوان مکاشفه در نظر گرفته شده‌است، چهار مورد ذکر شده در قرآن عبارت اند از:
- قرآن که بر محمد نازل شده‌است.
- تورات که بر موسی نازل شده‌است.
- زبور که بر داوود نازل شده‌است.
- انجیل که بر عیسی نازل شده‌است.

## کتب مقدس

### قرآن
قرآن کتاب و متن اصلی دین اسلام است که به اعتقاد مسلمانان این کتاب، وحی از جانب خداست. قرآن به سوره‌ها تقسیم می‌گردد، و سپس سوره‌ها نیز به آیات تقسیم می‌گردد. مسلمانان معتقدند که قرآن به صورت شفاهی از سوی خداوند و توسط فرشته جبرئیل بر محمد نازل شده‌است؛ نزول قرآن به تدریج در طی یک دوره تقریباً ۲۳ ساله، که از ۲۳ دسامبر ۶۰۹ میلادی؛هنگامی که محمد ۴۰ ساله بود آغاز، و تا ۶۳۲ میلادی (زمان مرگ وی) ادامه یافت. مسلمانان قرآن را مهم‌ترین معجزه محمد و اثبات نبوت او می‌دانند؛مسلمانان معتقدند اوج هشدارهای الهی که با پیام‌ها آغاز می‌گردد؛ برای اولین بار بر آدم نازل شد و با محمد خاتمه یافت.

### تورات
از نظر قرآن، تورات بر موسی نازل شده‌استاما قرآن استدلال می‌کند که تورات کنونی در طول سال‌ها دچار تحریف شده و دیگر قابل اعتماد نیست.موسی و برادرش هارون از تورات برای تبلیغ پیام خدا به قوم بنی اسرائیل استفاده کردند.

### زبور
در قرآن از زبور نام برده شده‌است که اغلب به عنوان کتاب مزامیر تعبیر می‌شود. که به عنوان کتاب مقدس بر پادشاه داوود (داوود در اسلام) نازل شده‌است. عالمان و دانشمندان، زبور را آوازهای مقدس ستایش می‌دانند. همچنین زبور فعلی هنوز توسط بسیاری از عالمان و دانشمندان مسلمان ستایش شده‌است. اما مسلمانان معتقدند که برخی از قسمت‌های زبور فعلی بعداً نوشته شده‌اند و به‌طور واضح نشان داده نشده‌اند.

### انجیل
طبق قرآن، انجیل کتاب مقدسی بود که بر عیسی نازل گردید. اگر چه برخی از مسلمانان غیر روحانی معتقدند که انجیل به کل عهد جدید اشاره دارد، اما دانشمندان معتقدند که این کتاب اشاره به عهد جدید نیست بلکه به انجیل اصلی گفته می‌شود که به عنوان کلام‌الله بر عیسی نازل شده‌است؛ بنابراین، طبق اعتقاد مسلمانان، انجیل پیامی بود که عیسی مسیح، با الهام گرفتن از خدا، به فرزندان اسرائیل موعظه می‌کرد. از نظر عالمان و دانشمندان مسلمان، انجیل‌های شرعی فعلی از نظر الهی آشکار نشده‌است بلکه اسنادی از زندگی عیسی است، به طوری که معتقدند توسط معاصر، مریدان و اصحاب مختلف نوشته شده‌است. به اعتقاد مسلمانان، این انجیل‌ها حاوی بخش‌هایی از آموزه‌ها و تعالیم عیسی است. اما نه انجیل اصلی را نشان می‌دهد و نه حاوی پیام خدا است که از بین رفته‌است.
مسلمانان معتقدند بین اناجیل صحیح ترین انجیل و بدون تحریف ترین انجیل انجیل برنابا میباشد زیرا این انجیل بیشترین تطابق با گفته های مسلمانان را دارد. 